# La señora (telenovela de 1982)
La señora fue una miniserie de Canal 13 del año 1982. Creada por Arturo Moya Grau, dirigida por Regis Bartizzaghi y producida por Aída Montanari.

## Trama
Karla (Fernanda Mistral), una mujer inteligente, madura, atractiva y sin hijos que después de tres años de un matrimonio convencional, queda viuda y debe hacerse cargo de la empresa de cosméticos de su marido, Álvaro (Sergio Aguirre).
Su hijastra, Elisa (Amelia Requena), criada por su padre con erróneos conceptos hacia el sexo opuesto, la recrimina y la juzga constantemente, sin dejarla vivir en paz. 
En tanto, llega a la empresa Germán (Gonzalo Robles), un nuevo y atractivo vendedor en quien Karla, movida por sus ansias de vivir y de sentirse mujer, pone sus ojos, sin saber que éste tiene novia, Nélida (Sonia Viveros) y que espera un hijo.
Germán, atraído por su personalidad y por su dinero, se deja llevar por el juego y después de varios interludios amorosos, acepta ir con ella de vacaciones a la Región de Los Lagos. El lugar resulta ideal para la jugada de Karla que, decidida a retenerlo por siempre a su lado, le hace saber que todo está dispuesto a que se conviertan en marido y mujer.

## Elenco
- Fernanda Mistral como Karla
- Gonzalo Robles como Germán
- Sonia Viveros como Nélida
- Amelia Requena como Elisa
- Sergio Aguirre como Álvaro
- Luis Alarcón como Marcial
- Peggy Cordero como Rosa
- Jaime Azócar como Jaime
- Jorge Gajardo como Héctor
- Anita Klesky como Silvia
- Sergio Urrutia como Simón
- Yoya Martínez como Raquel
- Roberto Navarrete como Javier
- Mario Montilles como Lucas

### Recurrentes e invitados
- Teresa Berríos como Lulú.
- Augusto de Villa como Renato.
- Clara María Escobar como Garzona.
- Mane Nett como Secretaria de Karla.
- Rodolfo Pulgar como Mozo.
- Alicia Villablanca como Sofía.
- Walter Kliche como ?

## Curiosidades
- Originalmente, para el papel de Karla, la actriz elegida por Arturo Moya Grau era la sempiterna Jael Unger, su actriz favorita. Sin embargo esta se encontraba en gira teatral al momento de las grabaciones por lo que no pudo desarrollar el papel. Luego se pensó en Malú Gatica, quien por diversos motivos nunca tomó el rol, quedando finalmente este en manos de la argentina Fernanda Mistral.

## Emisión
- Esta miniserie se emitía a mediados de 1982 los domingos a las 21.30 en el segmento de los Grandes Eventos.
- Se reemitió en una ocasión, entre enero y abril de 1992, los lunes a las 23:50.

- Datos: Q5968109